# Hermanville-sur-Mer

Hermanville-sur-Mer este o comună în departamentul Calvados, Franța. În 1 ianuarie 2022 avea o populație de 3.263 de locuitori.